# Croton bogotanus
Espèce
Classification APG III (2009)
Croton bogotanus est une espèce de plantes à fleurs du genre Croton et de la famille des Euphorbiaceae, présente en Colombie.

## Description

### Appareil végétatif
C'est un arbre qui peut atteindre 8 m de hauteur, pour un tronc de 20 cm de diamètre.

### Appareil reproducteur
Les fruits sont des capsules à 3 valves, de 1 cm de diamètre.

## Répartition et habitat
Son aire de répartition est restreinte, puisqu'il ne pousse que dans la Cordillère orientale en Colombie, entre 1800 et 2800 m d'altitude.